# فلاديمير برون
فلاديمير برون (بالعبرية: וובה ברואון‏) هو لاعب كرة قدم إسرائيلي في مركز الوسط، ولد في 6 مايو 1989 في رمات غان في إسرائيل. لعب مع نادي هبوعيل إيروني كريات شمونة ونادي هبوعيل بئر السبع.

## وصلات خارجية
- فلاديمير برون على موقع الاتحاد الأوربي (الإنجليزية)
- فلاديمير برون على موقع Soccerway.com (الإنجليزية)
- فلاديمير برون على موقع عالم كرة القدم.نت (الإنجليزية)
- فلاديمير برون على موقع AS.com (الإسبانية)